# Graham Jones
Graham Jones (28 oktober 1957) is een voormalig Brits wielrenner.

## Levensloop en carrière
Jones werd prof in 1979. In 1978 won hij als amateur Parijs-Troyes. In 1982 werd hij tweede in Omloop Het Volk. Hij was een helper van onder meer Hennie Kuiper.

## Resultaten in voornaamste wedstrijden
| Jaar | Ronde van Italië | Ronde van Frankrijk | Ronde van Spanje |
| ---- | ---------------- | ------------------- | ---------------- |
| 1979 |                  |                     |                  |
| 1980 |                  | 49e                 |                  |
| 1981 |                  | 20e                 |                  |
| 1982 |                  |                     |                  |
| 1983 | 26e              | 69e                 |                  |
| 1984 |                  | opgave              |                  |
| 1987 |                  | opgave              |                  |

| Jaar | Milaan-San Remo | Gent-Wevelgem | Parijs-Roubaix | Amstel Gold Race | Ronde van Lombardije | Clásica San Sebastián | Omloop Het Volk |
| ---- | --------------- | ------------- | -------------- | ---------------- | -------------------- | --------------------- | --------------- |
| 1979 |                 |               |                | 18e              |                      |                       |                 |
| 1980 |                 |               |                |                  | 11e                  |                       |                 |
| 1981 | 36e             | 28e           | 48e            | 53e              |                      | ↑                     |                 |
| 1982 |                 | 57e           |                |                  |                      |                       | Zilver          |
| 1983 |                 |               |                |                  |                      |                       |                 |
| 1984 |                 |               |                |                  |                      |                       |                 |
| 1987 |                 |               |                |                  |                      |                       |                 |

Wielerploegen van Graham Jones
Bossis ·
Bourreau ·
Braun ·
Brun ·
De Cauwer ·
Delépine ·
Duclos-Lassalle ·
Esclassan ·
Hézard ·
Jones ·
Kuiper ·
Laurent ·
Legeay ·
Linard ·
Ovion ·
Perret · 
Sibille ·
Simon · 
Thévenet ·
Tinazzi ·
Van Heerden · 
Vandenbroucke
Anderson ·
Bossis ·
Bourreau ·
Brun ·
De Cauwer ·
Delépine ·
Duclos-Lassalle ·
Hézard ·
Jones ·
Kuiper ·
Laurent ·
Legeay ·
Linard ·
Martinez ·
Millar ·
Perret · 
Sibille ·
Simon · 
Tinazzi ·
Van Heerden
Anderson ·
Bernaudeau ·
Bossis ·
Bourreau ·
Brun ·
Cahard ·
Castaing ·
Chalmel ·
Chaumaz ·
Duclos-Lassalle ·
Jones ·
Laurent ·
Legeay ·
Linard ·
Martinez ·
Millar ·
Perret · 
Roche ·
Sanders ·
Simon · 
Van Heerden
Anderson ·
Bernaudeau ·
Bossis ·
Bourreau ·
Brun ·
Cahard ·
Castaing ·
Chalmel ·
Dalibard ·
Duclos-Lassalle ·
Jones ·
Laurent ·
Legeay ·
Linard ·
Martinez ·
Millar ·
Perret · 
Roche ·
Sanders ·
Simon · 
Yates